# Andrzej Szulc (piłkarz)
Andrzej Szulc (ur. 17 października 1967 w Łodzi) – polski piłkarz występujący na pozycji pomocnika.
Wychowanek Łodzianki. Wiosną sezonu 1985/86 został włączony do kadry pierwszego zespołu Widzewa Łódź. Przez następne sześć lat rozegrał w barwach łódzkiego klubu 116 spotkań, w trakcie których zdobył 6 bramek. Przed sezonem 1992/93 został zawodnikiem Zawiszy Bydgoszcz. W Bydgoszczy spędził tylko rok i następnie powrócił do Widzewa. Jesienią sezonu 1993/94 zakończył karierę.